# ديرك باش
ديرك باش (بالألمانية: Dirk Bach)‏ (و. 1961 – 2012 م) هو ممثل، ومقدم برامج، وممثل صوت، من ألمانيا، ولد في كولونيا، توفي في برلين، عن عمر يناهز 51 عاماً.

## وصلات خارجية
- ديرك باش على موقع IMDb (الإنجليزية)
- ديرك باش على موقع روتن توميتوز (الإنجليزية)
- ديرك باش على موقع مونزينجر (الألمانية)
- ديرك باش على موقع ألو سيني (الفرنسية)
- ديرك باش على موقع ميوزك برينز (الإنجليزية)
- ديرك باش على موقع أول موفي (الإنجليزية)
- ديرك باش على موقع ديسكوغز (الإنجليزية)
- ديرك باش على موقع قاعدة بيانات الفيلم (الإنجليزية)
- ديرك باش على موقع كينوبويسك (الروسية)